# Cambio radical (programa de televisión español)
Cambio radical fue un reality show de televisión, adaptación en España del formato estadounidense Extreme Makeover. Consistía en que unos voluntarios se sometían a cirugía plástica y otros cambios estéticos para cambiar su aspecto.

## Formato
La versión en España fue emitida por Antena 3. Se estrenó el 25 de marzo de 2007 corriendo la presentación a cargo de la periodista Teresa Viejo. El espacio estaba producido por Boomerang TV y contaba con la colaboración del cirujano asesor, Javier de Benito.
El estreno del programa fue seguido por 4.054.000 espectadores, lo que equivale al 24,2% de cuota de pantalla. Sin embargo, el éxito fue poco a poco abandonando el espacio, que en su emisión de 1 de abril descendió a 18,8% de cuota (3.046.000 personas) y la semana siguiente a 2.344.000 televidentes (16,1% de share).
A la vista de tales resultados, desde el 1 de mayo, el programa pasó de la noche de los domingos a la de los lunes, hasta su definitiva retirada pocas semanas después.

## Audiencias
| Fecha      | Características del programa | Espectadores | Cuota de audiencia |
| ---------- | ---------------------------- | ------------ | ------------------ |
| 25/03/2007 | Estreno y presentación       | 4.054.000    | 24,2%              |
| 01/04/2007 | Gala 2                       | 3.046.000    | 18,8%              |
| 08/04/2007 | Gala 3                       | 2.344.000    | 16,1%              |
| 15/04/2007 | Gala 4                       | 2.601.000    | 17,2%              |
| 22/04/2007 | Semifinal                    | 1.665.000    | 11,5%              |
| 01/05/2007 | Final                        | 1.513.000    | 14,9%              |
| TOTAL      | TOTAL                        | 2.537.000    | 17,1%              |